# Edwin Jackson
Edwin Jackson (* 18. September 1989 in Pau) ist ein französischer Basketballspieler.

## Laufbahn
Jackson wurde als Sohn des US-amerikanischen Basketballspielers Skeeter Jackson, der als Profi in Frankreich beschäftigt war und später die Staatsangehörigkeit des Landes annahm, und einer französischen Mutter in Pau geboren.
Edwin Jackson spielte in der Jugend in Besançon, in Bron und dann bei ASVEL Lyon-Villeurbanne, ehe er ans französische Leistungssportförderzentrum INSEP wechselte. Sein erstes Jahr als Berufsbasketballspieler war 2007/08 wiederum bei Asvel in der ersten französischen Liga. 2009 nahm er als Mitglied der Weltauswahl am „Nike Hoop Summit“ teil, in dem einige der weltweit hoffnungsvollsten Basketballtalente gegen eine US-Auswahl antreten.
Nach Stationen bei JSF Nanterre in der zweiten Liga sowie beim Erstligisten Rouen Basket kehrte Jackson 2011 erneut zu Asvel zurück, wo er bis Dezember 2014 spielte und sich zu einem der besten Spieler der Liga entwickelte. In der Saison 2013/14 war Jackson mit einem Punkteschnitt von 18,0 bester Werfer der ProA. Im Sommer 2014 lief er für die Boston Celtics in der NBA-Sommerliga auf.
Im Dezember 2014 nahm er ein Angebot des spanischen Spitzenvereins FC Barcelona an und lief bis zum Ende der Saison 2014/15 für die „Barca“ auf. Jackson blieb danach in der spanischen Liga ACB, spielte ein Jahr in Málaga und anschließend eines beim Madrider Klub Estudiantes, wo er in der Saison 2016/17 seine Offensivqualitäten unterstrich und mit einem Schnitt von 21,4 Punkte pro Partie die Korbjägerkrone der Liga errang.
Zur Saison 2017/18 wechselte Jackson nach China zu den Guangdong Southern Tigers. Ende Januar 2018 kehrte er zum FC Barcelona zurück. Zur Saison 2018/19 schloss sich Jackson KK Budućnost Podgorica (Montenegro) an. In der Sommerpause 2019 unterschrieb er einen Vierjahresvertrag bei ASVEL Lyon-Villeurbanne. Nachdem sich Jackson öffentlich über mangelnde Einsatzzeit beklagt hatte, wurde er Mitte Februar 2020 bis zum Saisonende 2019/20 an seinen früheren Arbeitgeber CB Estudiantes ausgeliehen. Aus dem Leihvertrag wurde eine feste Vereinbarung mit Estudiantes.
Ende August 2022 vermeldete der französische Erstligist JSF Nanterre Jacksons Rückkehr. Ende November 2022 wechselte er zum spanischen Drittligisten Hestia Menorca. Mit der Mannschaft gelang 2023 der Aufstieg in die zweite Liga. Im Sommer 2023 kehrte Jackson zu Lyon-Villeurbanne zurück.

### Nationalmannschaft
Jackson nahm mit den französischen Jugendauswahlen an mehreren Turnieren teil: 2006 gewann er das Albert-Schweitzer-Turnier in Mannheim und wurde im selben Jahr U18-Europameister. 2007 holte er mit Frankreich Bronze bei der U19-Weltmeisterschaft, bei der U20-EM 2009 gewann er mit der französischen Nationalmannschaft die Silbermedaille.
Jackson gehörte zum Aufgebot der französischen A-Nationalmannschaft bei der WM 2010, bei der WM 2014 gewann er Bronze.